# 姆比古机场
姆比古机场是加蓬恩古涅省的一个机场，主要服务当地城镇姆比古。